# ستيوارت ديفيد
ستيوارت ديفيد (بالإنجليزية: Stuart David)‏ هو موسيقي وكاتب أغاني بريطاني، ولد في 26 ديسمبر 1969 في اسكتلندا في المملكة المتحدة.

## وصلات خارجية
- ستيوارت ديفيد على موقع ميوزك برينز (الإنجليزية)
- ستيوارت ديفيد على موقع أول ميوزيك (الإنجليزية)
- ستيوارت ديفيد على موقع ديسكوغز (الإنجليزية)